# Flatchèdougou
Flatchèdougou est une localité du nord-est de la Côte d'Ivoire et appartenant au département de Bondoukou, Région du Zanzan. La localité de Flatchèdougou est un chef-lieu de commune.